# ارنست پوئتش
ارنست پوئتش (انگلیسی: Ernst Poetsch; ۲۹ ژوئن ۱۸۸۳ – ۱۹۵۰ (۶۶−۶۷ سال)) بازیکن فوتبال اهل آلمان بود.
از باشگاه‌هایی که در آن بازی کرده‌است می‌توان به باشگاه فوتبال بلاو-وایس ۹۰ برلین و باشگاه فوتبال یونیون برلین اشاره کرد.
وی همچنین در تیم ملی فوتبال آلمان بازی کرده‌است.